# ألان كون

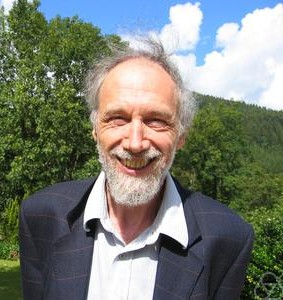
ألان كن

ألان كُون (بالفرنسية: Alain Connes) رياضياتي فرنسي ولد عام 1947.

## أبحاثه
بحث في التحليل الداليّ ونجح في حل مشائل صعبة كان قد طرحها الرياضياتي الشهير فون نويمان، كما أسس نظرية التكاملات غير التبديلية المستخدمة في الهندسة التفاضلية وفي الفيزياء النظرية.
في عام 1982 حصل على وسام فيلدز وحظي بعضوية أكاديمية العلوم الفرنسية.
هو الآن أستاذ في كوليج دو فرانس وفي معهد الدراسات العلمية العليا، وحقل اهتمامه الحالي هو الهندسة غير التبديلية.